# جوفيكا بلاغوفيتش
جوفيكا بلاغوفيتش هو لاعب كرة قدم صربي في مركز الوسط، ولد في 27 أغسطس 1998 في كراغوييفاتس في صربيا. شارك مع منتخب صربيا تحت 17 سنة لكرة القدم. أما مع النوادي، فقد لعب مع نادي فودوفاك ‏.

## وصلات خارجية
- جوفيكا بلاغوفيتش على موقع قاعدة بيانات كرة القدم.إي يو (الإنجليزية)
- جوفيكا بلاغوفيتش على موقع Soccerway.com (الإنجليزية)